# Monika Lücke
Monika Lücke, nata Habermann, (Berlino, 1958), è una storica e numismatica tedesca.

## Biografia
Ebbe l'abilitazione nel 1985 con una tesi intitolata Studien zu den hochmittelalterlichen Volkskreuzzügen. È collaboratrice scientifica dell'Istituto per la storia dell'università "Martin Lutero" di Halle-Wittenberg.
Tra i suoi interessi si possono enumerare Lucas Cranach il Vecchio e Lucas Cranach il Giovane, la topografia delle città medievali, zecche, chiostri benedettini e cistercensi nella Germania centrale.
Per mezzo di molte pubblicazioni scientifiche e l'organizzazione di mostre è diventata una delle migliori conoscitrici della storia della caccia alle streghe nel Sassonia-Anhalt.
È attiva in diverse società scientifiche, tra cui, in primo luogo, la Harz-Verein für Geschichte und Altertumskunde.

## Opere (scelta)
- Katalog der Leichenpredigtensammlung der Stadtkirche Sankt Martini in Stolberg, Harz (= Beiträge zur Regional- und Landeskultur Sachsen-Anhalts. Heft 3). Druck-Zuck-GmbH, Halle 1996, ISBN 3-928466-10-0.
- Historische Hilfswissenschaften in der Gegenwart. Anforderungen und Perspektiven. Herrn Prof. Dr. Walter Zöllner zum 65. Geburtstag (= Hallische Beiträge zu den Historischen Hilfswissenschaften. Heft 1). Institut für Geschichte, Halle 1998.
- „… viele und manchfeldige böse Missethaten …“ Hexenverfolgungen auf dem Territorium Sachsen-Anhalts vom 16.–18. Jahrhundert. Courage, Halle 2000.
- Numismatik. Münzkunde und Geldgeschichte (= Hallische Beiträge zu den Historischen Hilfswissenschaften. Heft 2). Institut für Geschichte, Halle 2002.
- „Die Mark zu 13 Reichstaler und 8 Groschen beibehalten werde“. Die Alte Münze in Stolberg (Harz). Numismatischer Verlag, Leipzig 2004, ISBN 3-9809196-0-9.
- con Claudia C. Hennrich: Juliana – eine „Oranierin“ aus Stolberg im Harz. Stolberger Geschichts- und Traditionsverein, Stolberg (Harz) 2006, ISBN 3-928466-78-X.
- 800 Jahre Nauendorf 1207–2007. Festschrift. Heimatverein Nauendorf, Nauendorf 2007.
- con Reiner Cunz e Ulf Dräger: Interdisziplinäre Tagung zur Geschichte der neuzeitlichen Metallgeldproduktion. Projektberichte und Forschungsergebnisse. Beiträge zur Tagung in Stolberg (Harz) im April 2006 (= Abhandlungen der Braunschweigischen Wissenschaftlichen Gesellschaft. Bd. 59/60). 2 Bände. Braunschweigische Wissenschaftlichen Gesellschaft, Braunschweig 2008, ISBN 978-3-87707-744-3, ISBN 978-3-87707-752-8.
- con Dietrich Lücke: Ihrer Zauberei halber verbrannt. Hexenverfolgungen in der Frühen Neuzeit auf dem Gebiet Sachsen-Anhalts. Mitteldeutscher Verlag, Halle 2011, ISBN 978-3-89812-828-5.

## Premi
- 2008 Eligiuspreis[1]